# Національна дорога 41 (Польща)
Національна дорога № 41 (пол. Droga krajowa nr 41, DK41) — національна дорога класу G в Опольському воєводстві, що проходить через Ниський і Прудницький повіти, довжиною приблизно 33 км. З'єднує Нису з Прудником і кордоном з Чехією (колишній прикордонний пункт Тшебіна-Бартультовіце). Окрім цих міст, вона не проходить через жоден муніципалітет чи місто з населенням понад 1000 осіб, що відрізняє DK41 від інших національних доріг.
Значна її частина, разом з дорогами DK 40, DK 46 і провінційними дорогами № 386 і 382, є жвавою ділянкою, що з'єднує південні райони Верхньої Сілезії з басейном Валбжиха. Ділянка від Прудніка до Тшебіни називається Імператорською дорогою.

## Допустиме навантаження на вісь
На всій протяжності дороги допускається рух транспортних засобів з навантаженням на одну вісь до 11,5 тонн.

## Міста, розташовані на трасі DK41
- Ниса (DK46)
- Нівниця
- Вежбенциці
- Пйорунковиці
- Рудзічка
- Немисловиці
- Прудник (DK40)
- Тшебіна — державний кордон.